# Callipepla
Callipepla – rodzaj ptaków z podrodziny przepiórów (Odontophorinae) w rodzinie przepiórowatych (Odontophoridae).

## Zasięg występowania
Rodzaj obejmuje gatunki występujące w Ameryce Północnej.

## Morfologia
Długość ciała 22–29 cm; masa ciała 151–202 g (samce są nieznacznie większe i cięższe od samic).

## Systematyka

### Etymologia
- Callipepla: gr. καλλιπεπλος kallipeplos „pięknie odziany”, od καλλος kallos „piękno”, od καλος kalos „piękny”; πεπλος peplos „szata”[6].
- Lophortyx: gr. λοφος lophos „grzebień, czub”; ορτυξ ortux, ορτυγος ortugos „przepiórka”[7]. Gatunek typowy: Tetrao californicus Shaw, 1789.

### Podział systematyczny
Do rodzaju należą cztery gatunki:
- Callipepla squamata (Vigors, 1830) – przepiór łuskowany
- Callipepla douglasii (Vigors, 1829) – przepiór strojny
- Callipepla californica (Shaw, 1798) – przepiór kalifornijski
- Callipepla gambelii (Gambel, 1843) – przepiór czubaty

Fragment kladogramu obejmujący gatunki z rodzaju Callipepla:
|  | C. californica |
|  |                |
|  | C. gambelii    |
|  |                |

|  | C. squamata  |
|  |              |
|  | C. douglasii |
|  |              |

|  | C. californica |
|  |                |
|  | C. gambelii    |
|  |                |

|  | C. squamata  |
|  |              |
|  | C. douglasii |
|  |              |